# Marcelo Demoliner
Marcelo Demoliner (* 18. Januar 1989 in Caxias do Sul) ist ein brasilianischer Tennisspieler.

## Leben und Karriere
Marcelo Demoliner ist hauptsächlich auf der Challenger Tour aktiv, auf der er bislang 17 Titel gewann. Davon gewann er insgesamt 15 in Doppelwettbewerben. In der Weltrangliste drang er am 18. Februar 2013 erstmals mit Rang 99 in die Top 100 ein. Sein Debüt auf der ATP World Tour gab er 2010 beim Turnier in Costa do Sauípe, als er eine Wildcard für das Hauptfeld erhielt.
Im Rahmen der Australian Open 2016 wurde er positiv auf Hydrochlorothiazid getestet, einem Verschleierungsmittel für andere Dopingpräparate. Seine Punkte und das gewonnene Preisgeld wurden ihm aberkannt, außerdem wurde er vom 1. Februar 2016 an für drei Monate bis zum 30. April 2016 gesperrt.

## Erfolge
| Legende (Anzahl der Siege)  |
| Grand Slam                  |
| ATP World Tour Finals       |
| ATP World Tour Masters 1000 |
| ATP World Tour 500          |
| ATP World Tour 250 (5)      |
| ATP Challenger Tour (26)    |

| ATP-Titel nach Belag |
| Hartplatz (1)        |
| Sand (2)             |
| Rasen (2)            |

### Einzel

#### Turniersiege

##### ATP Challenger Tour
| Nr. | Datum        | Turnier  | Belag | Finalgegner            | Ergebnis |
| --- | ------------ | -------- | ----- | ---------------------- | -------- |
| 1.  | 11. Mai 2009 | Blumenau | Sand  | Rogério Dutra da Silva | 6:1, 6:0 |

### Doppel

#### Turniersiege

##### ATP World Tour
| Nr. | Datum            | Turnier    | Belag         | Partner           | Finalgegner                    | Ergebnis          |
| --- | ---------------- | ---------- | ------------- | ----------------- | ------------------------------ | ----------------- |
| 1.  | 29. Juni 2018    | Antalya    | Rasen         | Santiago González | Sander Arends Matwé Middelkoop | 7:5, 6:76, [10:8] |
| 2.  | 20. Oktober 2019 | Moskau     | Hartplatz (i) | Matwé Middelkoop  | Simone Bolelli Andrés Molteni  | 6:1, 6:2          |
| 3.  | 8. Februar 2020  | Córdoba    | Sand          | Matwé Middelkoop  | Leonardo Mayer Andrés Molteni  | 6:3, 7:64         |
| 4.  | 13. Juni 2021    | Stuttgart  | Rasen         | Santiago González | Ariel Behar Gonzalo Escobar    | 4:6, 6:3, [10:8]  |
| 5.  | 8. April 2023    | Marrakesch | Sand          | Andrea Vavassori  | Alexander Erler Lucas Miedler  | 6:4, 3:6, [12:10] |

##### ATP Challenger Tour
| Nr. | Datum              | Turnier              | Belag         | Partner                   | Finalgegner                           | Ergebnis            |
| --- | ------------------ | -------------------- | ------------- | ------------------------- | ------------------------------------- | ------------------- |
| 1.  | 11. Mai 2009       | Blumenau             | Sand          | Rodrigo Guidolin          | Júlio Silva Rogério Dutra da Silva    | 7:5, 4:6, [13:11]   |
| 2.  | 10. August 2009    | Brasília             | Hartplatz     | Rodrigo Guidolin          | Ricardo Mello Caio Zampieri           | 6:4, 6:2            |
| 3.  | 15. Juli 2012      | Bogotá               | Sand          | Víctor Estrella           | Thomas Fabbiano Riccardo Ghedin       | 6:4, 6:2            |
| 4.  | 23. September 2012 | Campinas             | Sand          | João Souza                | Marcel Felder Máximo González         | 6:1, 7:5            |
| 5.  | 21. Oktober 2012   | Rio de Janeiro       | Sand          | João Souza                | João Sousa Frederico Gil              | 6:2, 6:4            |
| 6.  | 28. Oktober 2012   | Porto Alegre         | Sand          | João Souza                | Simon Greul Alessandro Motti          | 6:3, 3:6, [10:7]    |
| 7.  | 26. Januar 2013    | Bucaramanga          | Sand          | Franko Škugor             | Sergio Galdós Marco Trungelliti       | 7:68, 6:2           |
| 8.  | 9. März 2013       | Santiago de Chile    | Sand          | João Souza                | Federico Delbonis Diego Junqueira     | 7:5, 6:1            |
| 9.  | 27. April 2013     | São Paulo            | Sand          | João Souza                | Jamie Cerretani Pierre-Hugues Herbert | 6:4, 3:6, [10:6]    |
| 10. | 11. Mai 2013       | Rio Quente           | Hartplatz     | Fabiano de Paula          | Ricardo Hocevar Leonardo Kirche       | 6:3, 6:4            |
| 11. | 21. September 2014 | Quito                | Hartplatz     | João Souza                | Duilio Beretta Martín Cuevas          | 6:4, 6:4            |
| 12. | 25. Oktober 2014   | Córdoba              | Sand          | Nicolás Jarry             | Hugo Dellien Juan Ignacio Londero     | 6:3, 7:5            |
| 13. | 9. Mai 2015        | Cali                 | Sand          | Miguel Ángel Reyes Varela | Emilio Gómez Roberto Maytín           | 6:1, 6:2            |
| 14. | 20. Juni 2015      | Ilkley               | Rasen         | Marcus Daniell            | Ken Skupski Neal Skupski              | 7:63, 6:4           |
| 15. | 9. Juli 2016       | Todi                 | Sand          | Fabrício Neis             | Salvatore Caruso Alessandro Giannessi | 6:1, 3:6, [10:5]    |
| 16. | 19. März 2017      | Irving               | Hartplatz     | Marcus Daniell            | Oliver Marach Fabrice Martin          | 6:3, 6:4            |
| 17. | 13. Oktober 2018   | Barcelona            | Sand          | David Vega Hernández      | Rameez Junaid David Pel               | 7:63, 6:3           |
| 18. | 12. Januar 2019    | Canberra II          | Hartplatz     | Hugo Nys                  | André Göransson Sem Verbeek           | 3:6, 6:4, [10:3]    |
| 19. | 9. Juli 2022       | Braunschweig         | Sand          | Jan-Lennard Struff        | Roman Jebavý Adam Pavlásek            | 6:4, 7:5            |
| 20. | 30. März 2024      | São Leopoldo         | Sand          | Orlando Luz               | Liam Draxl Alexander Weis             | 7:5, 3:6, [10:8]    |
| 21. | 20. Juli 2024      | Amersfoort           | Sand          | Guillermo Durán           | Jay Clarke David Stevenson            | 7:62, 6:4           |
| 22. | 27. Juli 2024      | Verona               | Sand          | Guillermo Durán           | Janaki Milew Petar Nesterow           | 6:76, 7:63, [15:13] |
| 23. | 6. Oktober 2024    | Mouilleron-le-Captif | Hartplatz (i) | Christian Harrison        | August Holmgren Johannes Ingildsen    | 6:3, 7:5            |
| 24. | 8. Februar 2025    | Rosario              | Sand          | Fernando Romboli          | Guido Andreozzi Théo Arribagé         | 7:5, 6:3            |
| 25. | 8. Juni 2025       | Birmingham           | Rasen         | Sadio Doumbia             | Diego Hidalgo Patrik Trhac            | 6:4, 3:6, [10:5]    |

#### Finalteilnahmen
| Nr. | Datum              | Turnier        | Belag         | Partner           | Finalgegner                          | Ergebnis           |
| --- | ------------------ | -------------- | ------------- | ----------------- | ------------------------------------ | ------------------ |
| 1.  | 6. Februar 2016    | Quito          | Sand          | Thomaz Bellucci   | Pablo Carreño Busta Guillermo Durán  | 5:7, 4:6           |
| 2.  | 17. Juli 2016      | Båstad         | Sand          | Marcus Daniell    | Marcel Granollers David Marrero      | 2:6, 3:6           |
| 3.  | 5. März 2017       | São Paulo      | Sand          | Marcus Daniell    | Rogério Dutra da Silva André Sá      | 6:75, 7:5, [7:10]  |
| 4.  | 27. Mai 2017       | Lyon           | Sand          | Marcus Daniell    | Andrés Molteni Adil Shamasdin        | 3:6, 6:3, [5:10]   |
| 5.  | 1. Oktober 2017    | Chengdu        | Hartplatz     | Marcus Daniell    | Jonathan Erlich Aisam-ul-Haq Qureshi | 3:6, 6:73          |
| 6.  | 29. Oktober 2017   | Wien           | Hartplatz (i) | Sam Querrey       | Rohan Bopanna Pablo Cuevas           | 6:77, 7:64, [9:11] |
| 7.  | 21. Oktober 2018   | Antwerpen      | Hartplatz (i) | Santiago González | Nicolas Mahut Édouard Roger-Vasselin | 4:6, 5:7           |
| 8.  | 5. Mai 2019        | München        | Sand          | Divij Sharan      | Frederik Nielsen Tim Pütz            | 4:6, 2:6           |
| 9.  | 29. September 2019 | Zhuhai         | Hartplatz     | Matwé Middelkoop  | Sander Gillé Joran Vliegen           | 6:72, 6:74         |
| 10. | 18. Oktober 2020   | St. Petersburg | Hartplatz (i) | Matwé Middelkoop  | Jürgen Melzer Édouard Roger-Vasselin | 2:6, 6:74          |
| 11. | 23. Juli 2023      | Gstaad         | Sand          | Matwé Middelkoop  | Dominic Stricker Stan Wawrinka       | 6:78, 2:6          |

## Abschneiden bei Grand-Slam-Turnieren

### Doppel
| Turnier         | 2013 | 2014 | 2015 | 2016 | 2017 | 2018 | 2019 | 2020 | 2021 | 2022 | 2023 | 2024 | 2025 | Karriere |
| --------------- | ---- | ---- | ---- | ---- | ---- | ---- | ---- | ---- | ---- | ---- | ---- | ---- | ---- | -------- |
| Australian Open | —    | —    | —    | 2    | AF   | 1    | AF   | 1    | 1    | —    | 2    | 1    | —    | AF       |
| French Open     | —    | —    | —    | 1    | 1    | 2    | 2    | 1    | 1    | —    | 1    | —    | 1    | 2        |
| Wimbledon       | 1    | 1    | AF   | 2    | AF   | 2    | AF   |      | 1    | —    | 1    | —    | AF   | AF       |
| US Open         | —    | —    | 2    | AF   | 2    | 2    | 1    | AF   | 2    | VF   | 1    | —    |      | VF       |

Zeichenerklärung: S = Turniersieg; F, HF, VF, AF = Einzug ins Finale / Halbfinale / Viertelfinale / Achtelfinale; 1, 2, 3 = Ausscheiden in der 1. / 2. / 3. Hauptrunde; Q1, Q2, Q3 = Ausscheiden in der 1. / 2. / 3. Qualifikationsrunde; nicht ausgetragen

### Mixed
| Turnier         | 2016 | 2017 | 2018 | 2019 | 2020 | 2021 | Karriere |
| --------------- | ---- | ---- | ---- | ---- | ---- | ---- | -------- |
| Australian Open | —    | —    | HF   | —    | 1    | —    | HF       |
| French Open     | —    | VF   | VF   | —    |      | —    | VF       |
| Wimbledon       | 1    | HF   | 2    | 1    |      | 2    | HF       |
| US Open         | —    | AF   | 1    | AF   |      | VF   | VF       |